# Contraceptivo masculino
Contraceptivo ou anticoncepcional masculino é um método, dispositivo ou medicamento utilizado por um homem para prevenir que seus espermatozoides fecundem um óvulo, resultando em uma gravidez de sua parceira. Os tipos mais comuns de contracepção masculina incluem o uso de preservativos, relação com coito interrompido, o sexo não-penetrativo e a vasectomia. O coito interrompido e os preservativos podem ser inconvenientes, pois ambos possuem uma taxa de falhas não muito confiáveis. As vasectomias são um método confiável e possuem uma alta taxa de satisfação, mas não são prontamente reversíveis.
Especialistas da Austrália e Europa em geral estudam meios contraceptivos baseados em hormônios (testosterona e estrogênio), que podem ser reversíveis.
No Brasil, especialistas estudam uma enzima do algodão (gossipol)   que tem o efeito de bloquear o amadurecimento dos espermatozoides. Nos Estados Unidos estão sendo realizados testes sobre um novo contraceptivo que se resume em não permitir a passagem de espermatozoides através de um gel que dura cerca de dois meses. Este método chegará ao mercado entre 2017 e 2020.